# ポリヒムニア (小惑星)
ポリヒムニア (33 Polyhymnia) は小惑星帯の小惑星である。1854年10月28日、パリ天文台でフランスの天文学者ジャン・シャコルナクが発見した。
名前は讃歌や幾何学、修辞学、無言劇を司るギリシア神話の女神ポリュムニアーのラテン語表記より命名された。